# Max Hödel
Pour les articles homonymes, voir Hodel.
Emil Heinrich Maximilian Hödel (27 mai 1857 – 16 août 1878) est un plombier saxon de Leipzig, Royaume de Saxe, connu pour un attentat manqué à l'encontre de l'empereur Guillaume Ier.

## Biographie
Membre à l'origine de l'association sociale-démocrate de Leipzig, Max Hödel en est exclu dans les années  1870 et il s'implique dans l'anarchisme.
Il décide de tuer l'empereur  Guillaume Ier et le 11 mai 1878, il tire un coup de révolver sur ce dernier, qui participe avec sa fille Louise, grande-duchesse de Bade à une parade, à bord d'une calèche. Hödel manque sa cible ; il traverse la rue en courant et tire un nouveau coup de feu, sans plus de succès. Plusieurs personnes se jettent sur lui pour l'appréhender et dans la lutte qui s'ensuit, l'une d'elles est grièvement blessée et succombe deux jours plus tard.
Hödel est décapité le 16 août 1878.
Quoique Hödel ait été exclu du parti social-démocrate d'Allemagne, son geste, ainsi que celui similaire entrepris par Karl Nobiling un mois plus tard, sert de prétexte au Chancelier Otto von Bismarck pour promulguer les Lois antisocialistes en octobre 1878.